# ゲオルク・デッカー
ゲオルク・デッカー（Georg Decker、1818年12月7日 - 1894年2月13日）はオーストリアの肖像画家である。

## 略歴
現在のハンガリーのペシュトのドイツ語話者の家に生まれた。父親はアルザスのコルマール生まれの画家で、2人の弟、アルベルト・デッカー(Albert Decker : 1817-1871)とガブリエル・デッカー(Gabriel Decker : 1821-1855)も画家になった。1921年に家族はウィーンに移り、父親から絵を学んだ後、1840年代の初めにウィーン美術アカデミーで学んだ。
初め水彩で肖像画を描いたが、1840年の半ばに油彩でも描くようになり、1850年頃から風俗画や歴史画も描くようになった。ドレスデンでアントン・ラファエル・メングスやジャン＝エティエンヌ・リオタールの作品を研究した後、パステル画を描くようになり、成功を収めた。上流階級の肖像画を描き、代表作には提督ヴィルヘルム・フォン・テゲトフの肖像画などがある。

## 作品

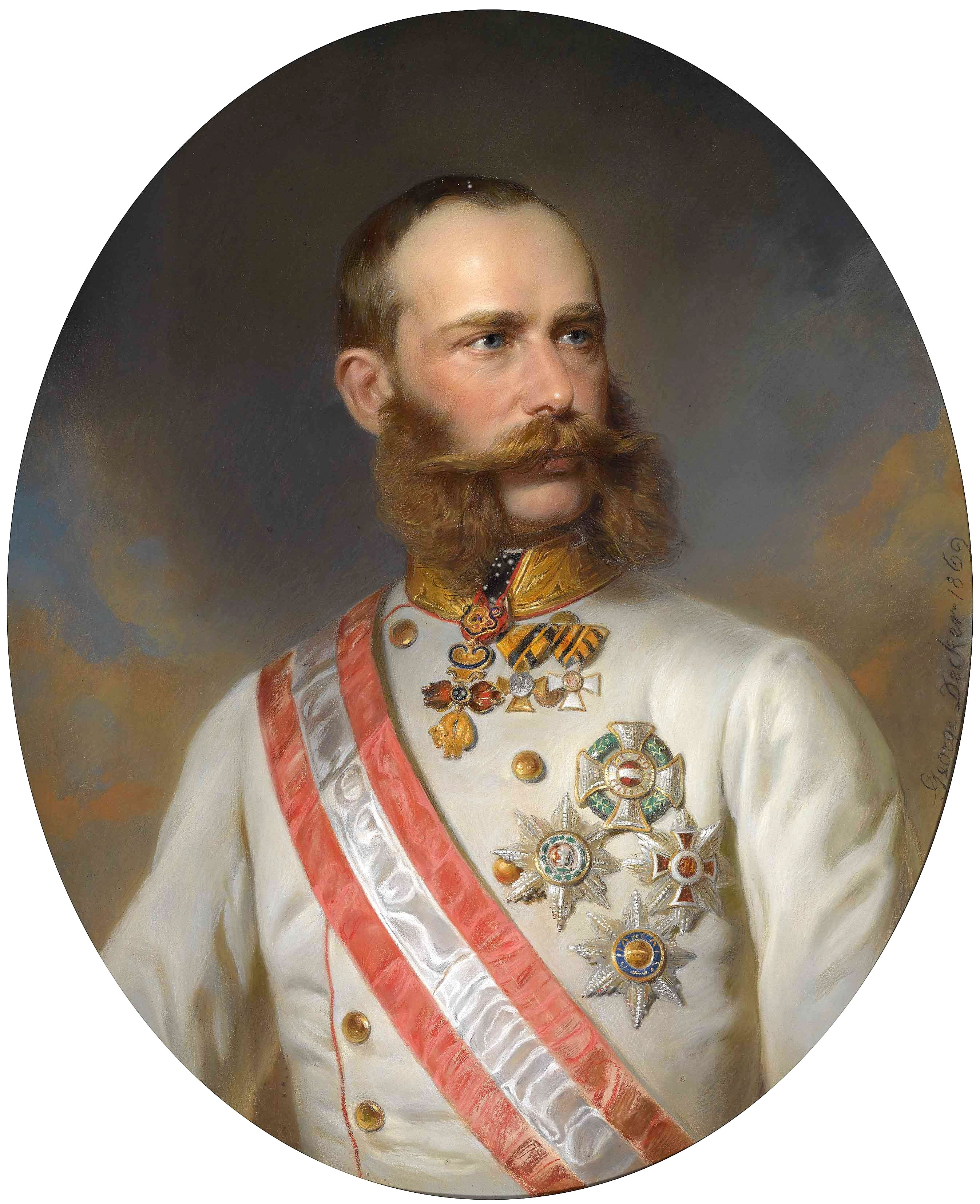
フランツ・ヨーゼフ1世 (1869)
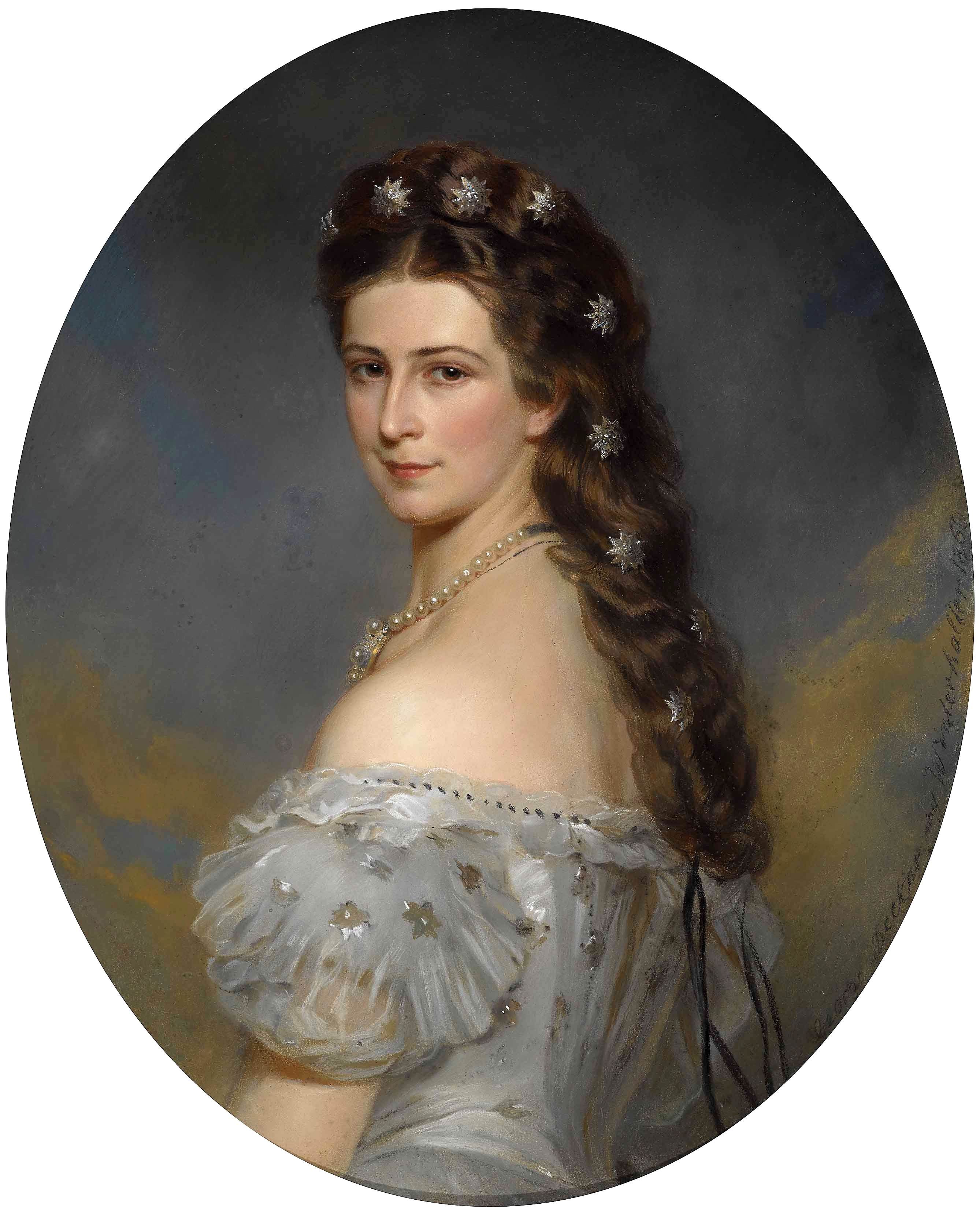
エリーザベト (オーストリア皇后) (1869)
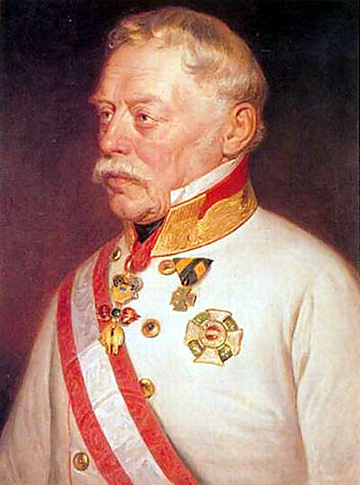
軍人ヨーゼフ・ラデツキー (c.1850)
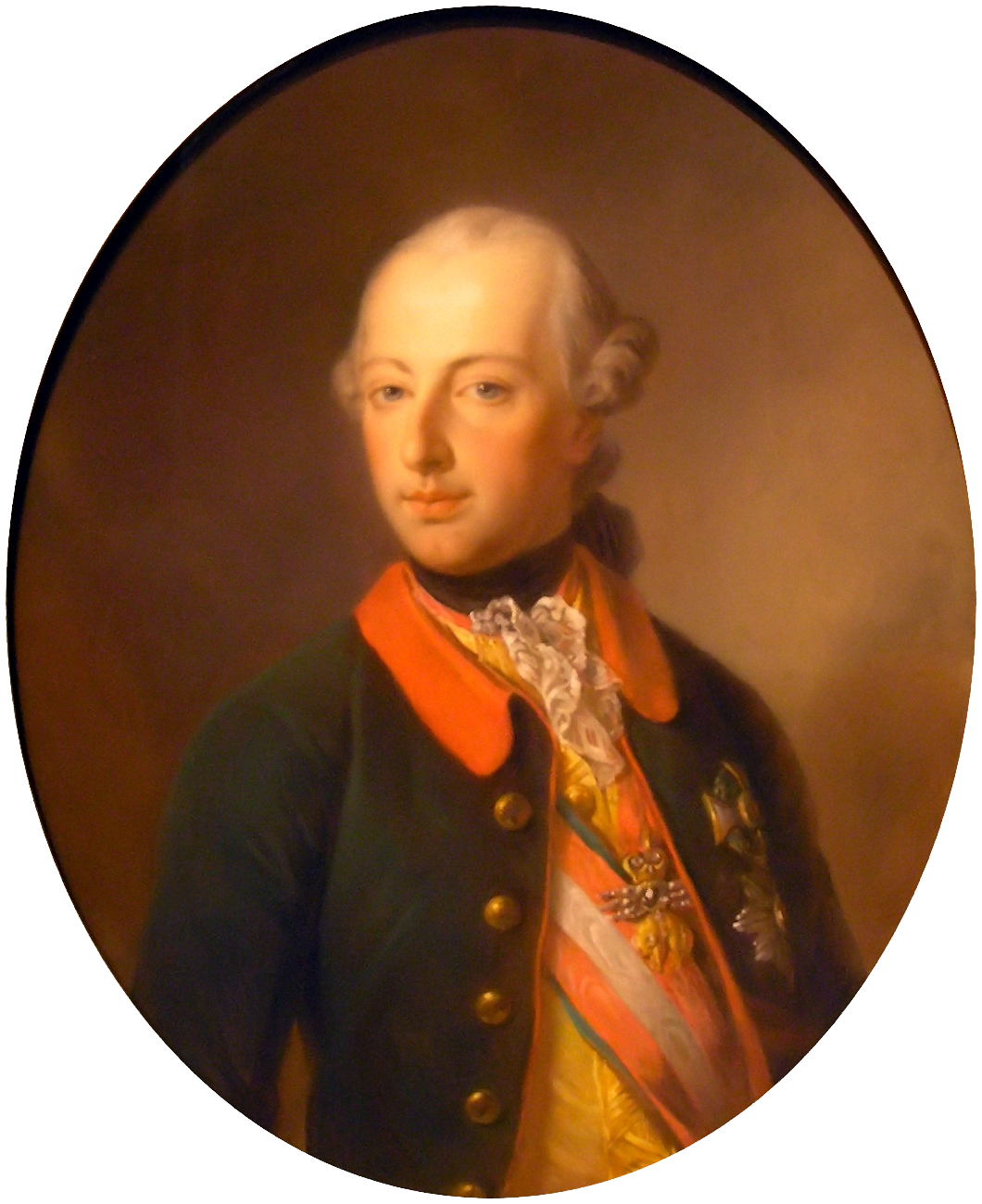
ヨーゼフ2世
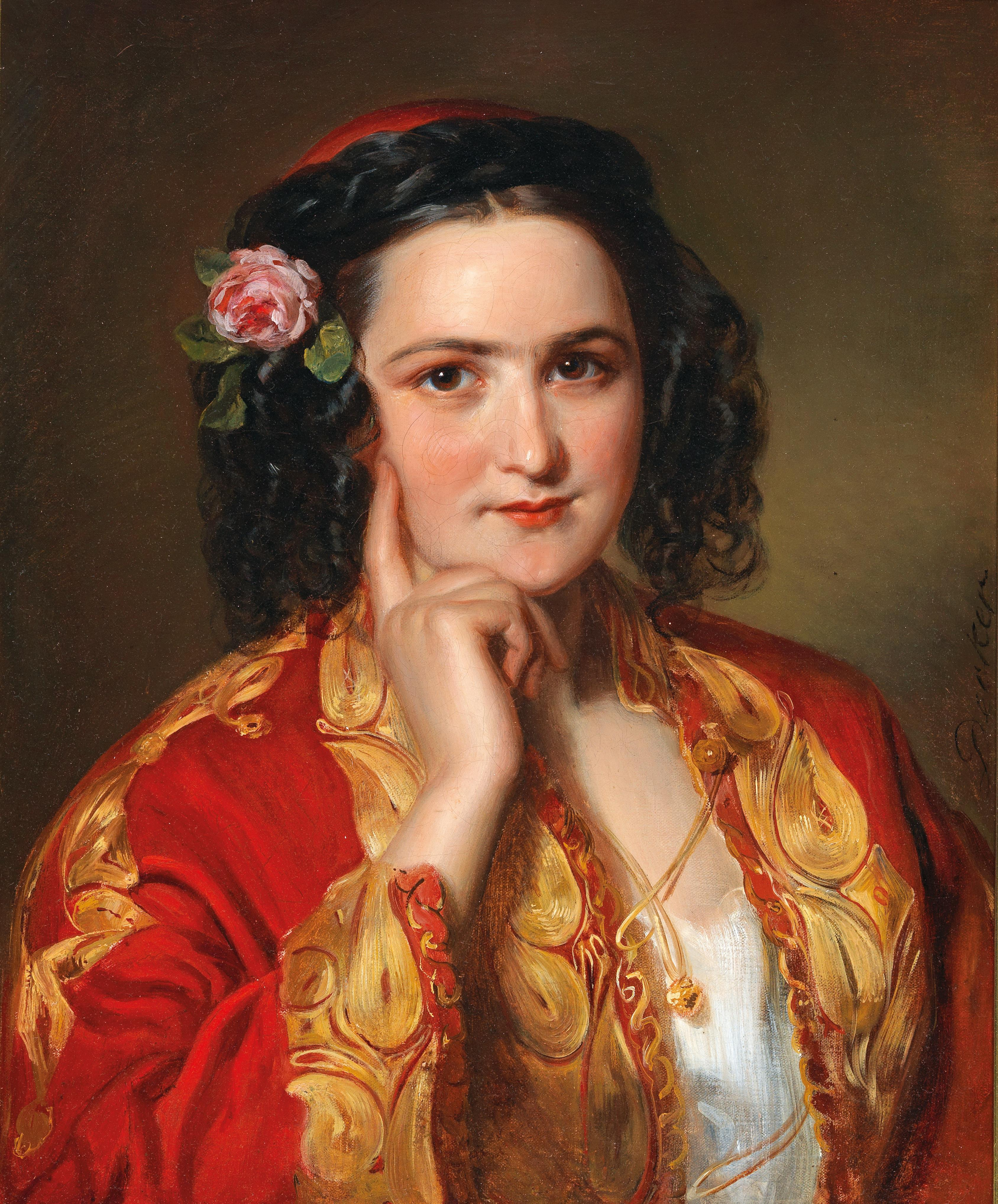
ギリシャの衣装を着た娘
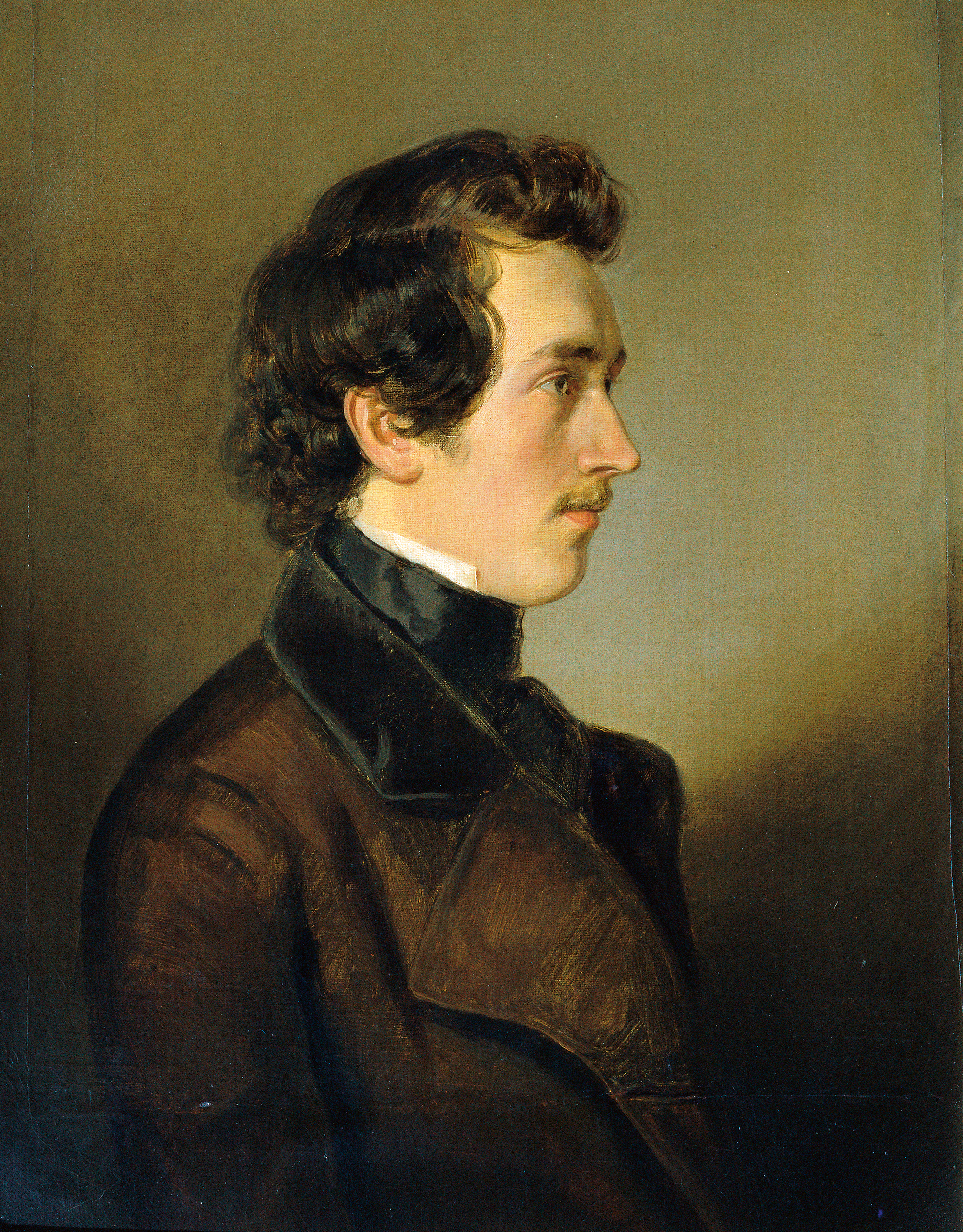
レオポルト・ブルンナー-画家
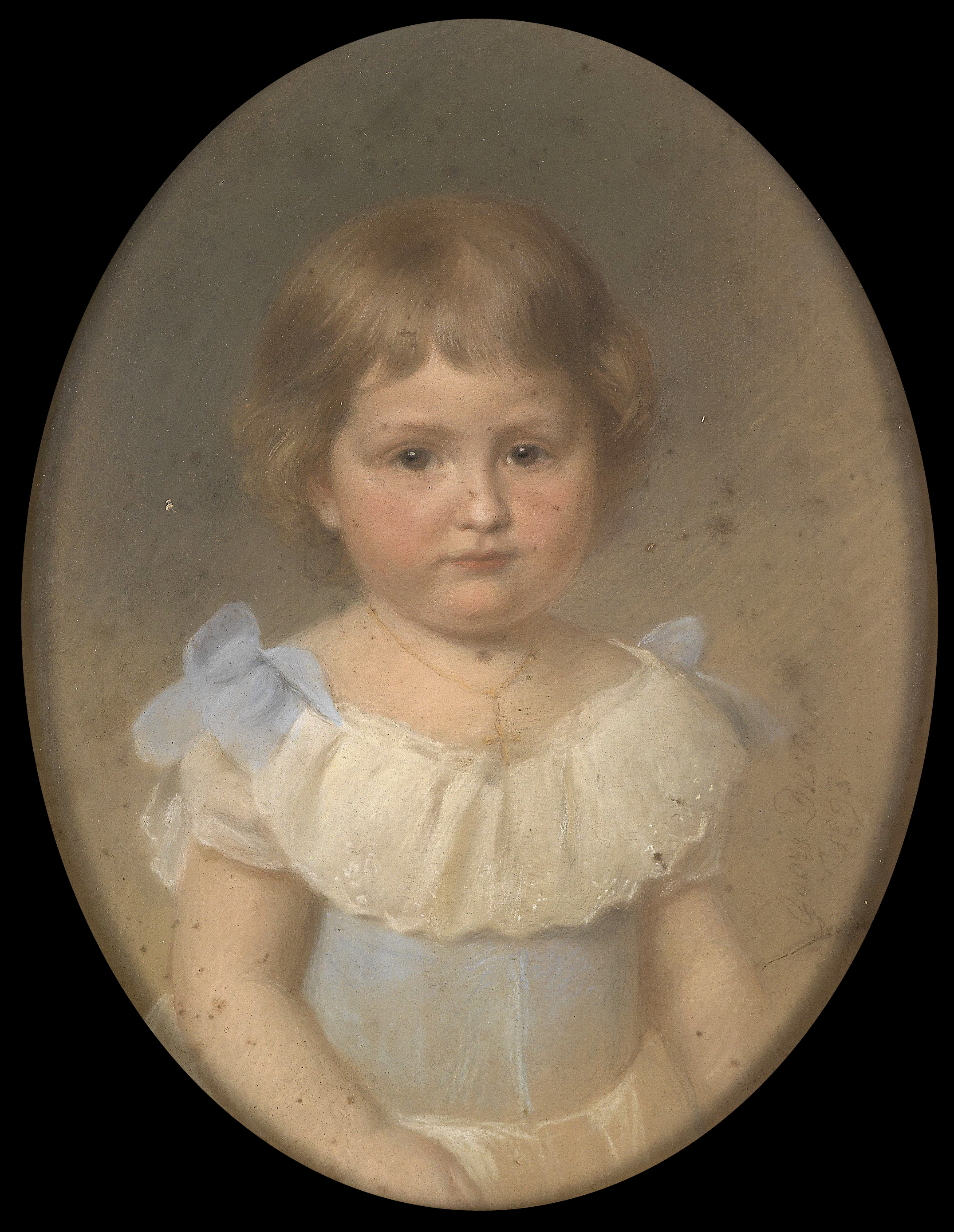
皇女マルガレーテ (1893)
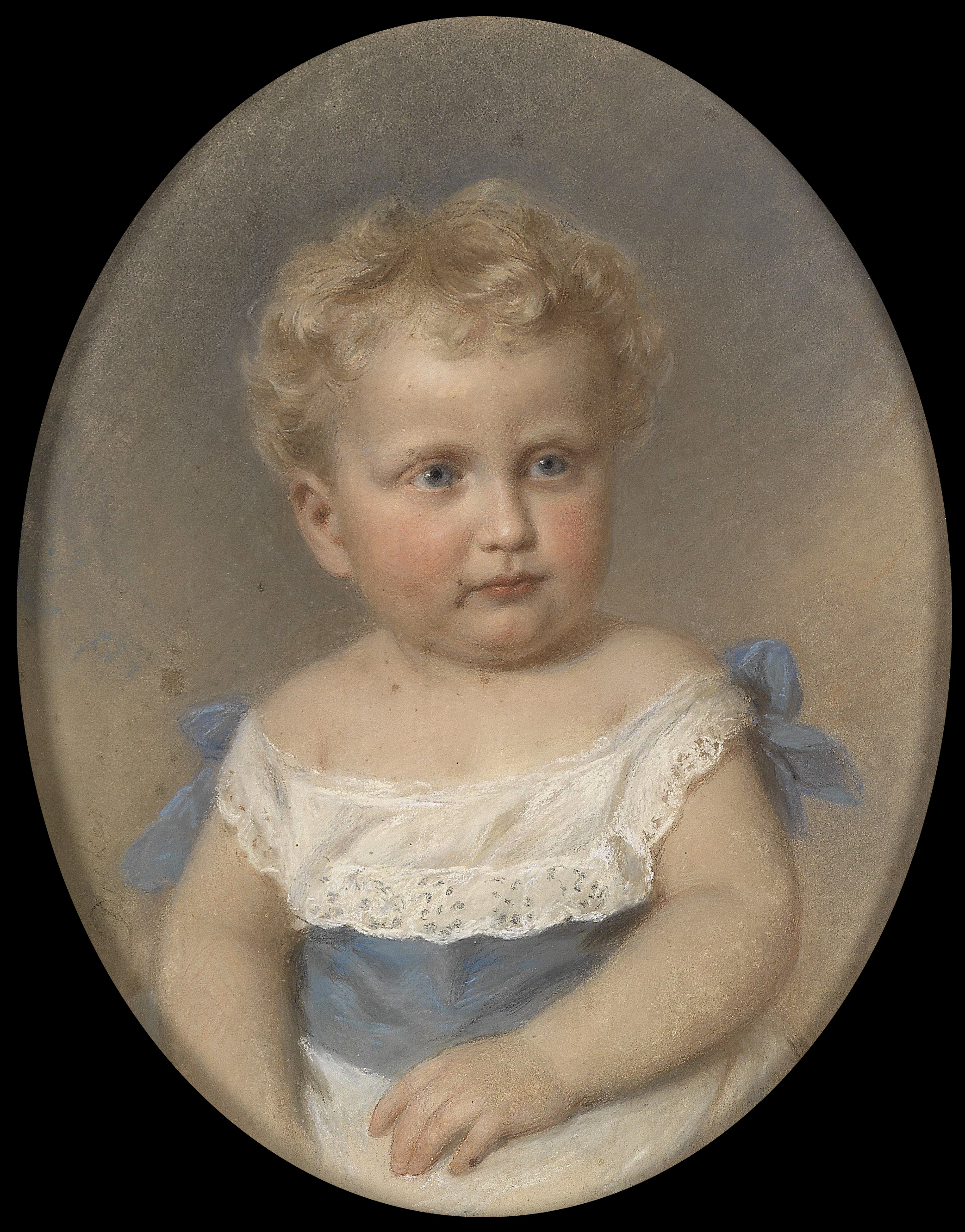
幼少時代のトスカーナ大公 (c.1868)